# Курдужин-хатун
Курдужин-хатун (д/н — 1338) — султанша Кермана у 1295 році.

## Життєпис
Походила з династії Хулагуїдів. Донька Менгу-Темура, сина хулагу, атабека Фарсу, та Абіш-хатун. Близько 1282 року вийшла заміж за керманського султана Джалал ад-Дін Суюргатмиша. 1286 року після смерті матері успадкувала значні маєтки та гроші у 25 тис. динарів. 1292 року новий ільхан Гайхату за підбурюванням дружини Падишах хатун позбавив чоловіка Курдужин-хатун трону та запроторив за грати. 1293 року вона допомогла Суюргатмишу втекти з Багдаду, але 1294 року того було схоплено й страчено.
1295 року підтримала повстання Байду проти Гайхату. З військом рушила на Ккерман, де після нетривалої боротьби захопила у полон Падишах-хатун. Невдовзі отримала наказ про страту останньої, що й було зроблено. За цим Курдужин-хатун призначено султаншею Кермана. Вона вийшла заміж за еміра Таджад-Діна Сатилмиша.
Проте у жовтні 1295 року Байду-хана було повалено Газаном, який того ж року позбавив Курдужин-хатун трону, передавши його Музаффар ад-Дін Мухаммаду. Вона переселилася до Ширазу, де вела розмірене життя, користуючись підтримкою знаті. Заснувала величну медересе в Ширазі. До 1320 року була дружиною баскака Токая, а потім вийшла заміж за еміра Чобана.
1319 року ільхан Абу-Саїд Багадур-хан призначив її правителькою Ширазу. На цій посаді вона перебувала до самої смерті у 1338 році. Трон Ширазу (на той час держава Хулагуїдів розпалася) перейшов до її племінниці Хасан Кучака.

## Родина
- Сіукшах
- Ягі Басті (помер бл. 1344), правитель Ширазу
- Навруз